# باول س. دونيلي
باول س. دونيلي (بالإنجليزية: Paul C. Donnelly)‏ هو مهندس أمريكي، ولد في 28 مارس 1923 في ألتونا في الولايات المتحدة، وتوفي في 12 مارس 2014 في ملبورن في الولايات المتحدة.